# Лихенология
Лихеноло́гия (от греч. λειχήν — лишай, лишайник + λόγος — учение, наука) — наука о лишайниках, раздел микологии.

## История развития
Первые упоминания о лишайниках встречаются у Теофраста.
Началом лихенологии принято считать 1803 год, когда шведский учёный Эрик Ахариус (1757—1819), ученик Карла Линнея, опубликовал свой труд «Methodus qua omnes detectos lichenes ad genera redigere tentavit» (лат.) («Методы, с помощью которых каждый сможет определять лишайники»). Он выделил их в самостоятельную группу и создал систему, основанную на строении плодовых тел, в которую вошли 906 описанных на то время видов.

## Выдающиеся лихенологи
- Андреев, Михаил Петрович
- Ахариус, Эрик (1757-1819), шведский ботаник, миколог, "отец лихенологии"; разработал и установил систематику лишайников
- Ахмаджян, Вернон (1930-2012), американский лихенолог, занимался вопросами симбиоза лишайников
- Баранецкий, Осип Васильевич (1843-1905), русский ботаник, вместе с Фаминцыным доказал симбиотическую природу лишайников
- Бари, Антон де (1831-1888), немецкий ботаник и микробиолог, считается основателем микологии и фитопатологии, ввел в науку понятие "симбиоз"
- Бязров, Лев Георгиевич
- Везда, Антонин (1920-2008), чешский лихенолог
- Голубкова, Нина Сергеевна (1932-2009), советский и российский лихенолог
- Еленкин, Александр Александрович (1873-1942), российский и советский ботаник, внес большой вклад в изучение водорослей, грибов, лишайников и мхов
- Мережковский, Константин Сергеевич (1855-1921), русский зоолог, ботаник, философ, писатель; один из создателей теории симбиогенеза
- Окснер, Альфред Николаевич (1898-1973), украинский советский ботаник и лихенолог
- Питтон де Турнефор, Жозеф (1656-1708), французский ботаник, одним из первых начал изпользовать разноименные ранги в систематике
- Савич, Всеволод Павлович (1885-1972), российский и советский лихенолог
- Урбанавичюс, Геннадий Пранасович
- Фаминцын, Андрей Сергеевич (1835-1918), русский ботаник, общественный деятель; вместе с Баранецким доказал симбиотическую природу лишайников
- Швенденер, Симон (1829-1919), швейцарский ботаник

## Научные общества
- Международная ассоциация лихенологии  (англ.)
- Американское бриологическое и лихенологическое общество
- Общество лихенологов северо-запада Северной Америки  (англ.)
- Лихенологическое общество Калифорнии  (англ.)
- Бриологическая и лихенологическая ассоциация Центральной Европы  (нем.)
- Британское лихенологическое общество  (англ.)
- Голландское бриологическое и лихенологическое общество  (нид.)
- Индийское общество лихенологии  (англ.)
- Итальянское общество лихенологии  (итал.)
- Скандинавское лихенологическое общество  (англ.)
- Французская ассоциация лихенологии  (фр.)
- Швейцарская ассоциация бриологии и лихенологии  (нем.)
- Лихенологическое общество Японии  (англ.)
- Японское общество лихенологии  (яп.)

## Популяризация лихенологии
В силу ряда естественных причин издаётся достаточно мало[сколько?] лихенологической научно-популярной литературы. Тем более примечательным является тот факт, что в 2011 году справочник-определитель по лишайникам Финляндии «Suomen jäkäläopas» стал лауреатом самой престижной премии этой страны в области научно-популярной литературы — Tieto-Finlandia-palkinto.